# Straatsburgse Bisschoppenoorlog
De Straatsburgse Bisschoppenoorlog (Frans: Guerre des évêques; Duits: Bischöflichen Krieg) was een conflict tussen protestanten en katholieken om de beheersing van het prinsbisdom Straatsburg. Het was afgezien van de Tachtigjarige Oorlog en de Keulse Oorlog, die beide een stuk bloediger waren, de enige godsdienstoorlog die plaatsvond binnen het Heilige Roomse Rijk tussen de Godsdienstvrede van Augsburg (1555) en het uitbreken van de Dertigjarige Oorlog (1618). Het viel samen met de Contrareformatie en de Spaanse Winter (1598–99) en de katholieke overwinning deed de Duitse protestanten vrezen dat het tij zich nu definitief tegen hen had gekeerd.
Aan het begin van de oorlog was Straatsburg een overwegend protestantse stad en zijn kathedrale kapittel bestond uit twaalf protestanten en zeven katholieken. De aanleiding voor de oorlog was de dood van bisschop Jan IV van Manderscheid en de omstreden verkiezing van zijn opvolger. De protestanten vreesden de machtige kardinaal Karel van Lotharingen, die de katholieke kanunniken in 1585 tot het kapittel hadden uitgenodigd en zich verkiesbaar had gesteld als bisschop. Om hier een stokje voor te steken, bezetten de protestanten de bisschoppelijke kantoren en hielden op 20 mei hun eigen verkiezing om Manderscheid te vervangen. Hun keuze viel op de 15-jarige Johan George, zoon van de Brandenburgse keurvorst Joachim Frederik van Brandenburg. Dit besluit was ontworpen om de steun van protestanten in heel Duitsland te vergaren. Bij deze gelegenheid hield voorzitter Johannes Pappus van het Kirchenconvent (Compagnie des Pasteurs) een preek over "het predikantschap, het karakter en de verkiezing van een bisschop", maar alleen de protestanten waren hierbij aanwezig om het aan te horen. Na de verkiezing vluchtten de katholieke kanunniken naar Saverne en verkozen daar op 9 juni Karel tot tegenbisschop.
Aanvankelijk kochten de protestanten de steun van hertog Frederik I van Württemberg door van hem een lening van 300.000 florijn te aanvaarden. Op zijn beurt schonk Johan George het district Oberkirch aan Württemberg, dat het hertogdom met twee van zijn enclaves in de Elzas verbond. Frederiks 6-jarige zoon Lodewijk Frederik werd kanunnik gemaakt en de opvolging van Johan George beloofd.
In het eerste oorlogsjaar wisten lokaal geworven troepen onder Christiaan van Anhalt de invasie van Karel van Lotharingen tegen te houden. Bij Saverne werd Karel vergezeld van zijn 20-jarige broer Frans, die hem 40 ruiters leverde. Karels krijgskas, beheerd door zijn schatbewaardermanaged Stefano del Poggio te Parijs, betaalde 15.386 franc uit tijdens zijn verblijf bij Saverne en in 1593 werden nog eens 35.392 franc uitgegeven aan krijgstochten in de Elzas.
De teruggetrokken keizer Rudolf II weigerde te bemiddelen in het conflict, dus Hendrik IV van Frankrijk —een protestant die tot katholiek was bekeerd om koning te kunnen worden— greep in 1593 in. In september van dat jaar stelde hij de verdeling van het prinsbisdom vast tussen de strijdende prelaten: zeven districten (waaronder Saverne) gingen naar Karel en zes (waaronder Oberkirch) naar Johan George. Karel voelde zich gedwongen om zich wegens dit compromis te verontschuldigen bij koning Filips II van Spanje, wiens katholieke troepen op dat moment de protestantse Nederlanders aan het bevechten waren. Deze voorlopige toestand bleef bestaan tot 1604, toen de hertog van Württemberg Johan George een pensioen aanbood en ook zijn schulden af te betalen als hij het prinsbisdom aan Karel zou afstaan. Dat deed hij, en op zijn beurt schonk Karel voor een periode van dertig jaar Oberkirch aan Württemberg. Uiteindelijk bleek de Bisschoppenoorlog minder over confessionele kwesties te gaan dan om de dynastieke belangen van het huis Württemberg.